# ZEvent
Le ZEvent /zi e.vent/ est un événement caritatif créé par Adrien Nougaret et Alexandre Dachary — respectivement connus sous les pseudonymes ZeratoR et Dach — réunissant des streameurs francophones afin de récolter des dons qui permettent de soutenir des associations caritatives. Il est organisé sur la plateforme de streaming Twitch. Depuis 2019, le ZEvent détient le record mondial de l'événement caritatif ayant levé le plus d'argent sur Twitch.
La première édition a lieu en 2016 sous le nom Projet Avengers. Depuis, l'événement s'est successivement déroulé en présentiel au profit de Save the Children, de la Croix-Rouge française, de Médecins sans frontières, de l'Institut Pasteur, d'Amnesty International France, d'Action contre la faim. 
Une évolution du format s'opère à partir de l'édition 2022, durant laquelle quatre associations agissant dans la protection de l'environnement (Sea Shepherd France, la Ligue pour la protection des oiseaux, WWF France et The SeaCleaners) sont bénéficiaires, puis cinq associations de lutte contre la précarité (Secours populaire français, Cop1 - Solidarités Étudiantes, les Bureaux du Cœur, Solidarité Paysans et Chapitre 2) lors de l'édition 2024 après une pause en 2023. Cette dernière est caractérisée par une augmentation significative du nombre de participants ; la majorité en distanciel. L'édition 2025 aura pour bénéficiaires huit associations agissant pour les malades et leurs aidants (l'Association Française des Aidants, Helebor, la Ligue nationale contre le cancer, Nightline, Le Rire médecin, Sourire à la Vie, L'Envol et Sparadrap).

## Principe
Le ZEvent est un marathon caritatif annuel organisé depuis 2016 et se déroulant sur trois jours. Il réunit des streameurs francophones dans le but de récolter des dons reversés à une association,.  
L'événement prend physiquement place dans le département de l'Hérault à Montpellier. Tous les créateurs présents diffusent un flux vidéo sur le site de streaming Twitch en se relayant, dont le contenu est majoritairement consacré à des jeux vidéo, mais également à des discussions ou à des événements physiques tels que des défis, des concours, des quiz ou des karaokés,,.
Afin d'encourager les dons, les streameurs présents définissent chacun des donation goals (« défis »), c'est-à-dire une liste d'objectifs de dons. Pour chaque palier dépassé, ils s'engagent à réaliser une action spécifique, généralement sollicitée par leur audience ou amusante à regarder,. En plus des dons réalisés, des produits dérivés (en grande majorité des tee-shirts) sont vendus au profit de l'association choisie.

## Éditions
| Édition         | Dates              | Association(s) bénéficiaire(s) | Cagnotte     | Informations complémentaires |
| --------------- | ------------------ | --- | ------------ | --- |
| Projet Avengers | 4 au 6 mars 2016   | Save the Children | 170 770 €    | Édition la plus courte, constituée de 34 heures de live. |
| ZEvent 2017     | 8 au 10 septembre  | Croix-Rouge française | 451 851 €    | Première édition sous le nom de « Z Event ». |
| ZEvent 2018     | 9 au 11 novembre   | Médecins sans frontières | 1 094 731 €  | Premier ZEvent à dépasser le million d'euros. |
| ZEvent 2019     | 20 au 23 septembre | Institut Pasteur | 3 509 878 €  | Depuis cette édition, le ZEvent est l'événement caritatif le plus lucratif organisé sur Twitch. |
| ZEvent 2020     | 16 au 19 octobre   | Amnesty International | 5 724 377 €  | En raison de la pandémie de Covid-19, une partie des streameurs participe à distance à l'évènement. |
| ZEvent 2021     | 29 au 31 octobre   | Action contre la faim | 10 064 480 € | Un concert a lieu la veille du lancement de l'édition. Record d'audience pour un stream francophone diffusé sur Twitch à cette date. Le réel montant final récolté est de 10 281 606,94 € (la cagnotte ayant continué de fonctionner quelques heures après la fin de l'événement) ce qui constitue le record mondial collecté par une collecte de fonds en streaming, certifié par le Livre Guinness des records. |
| ZEvent 2022     | 9 au 11 septembre  | Sea Shepherd France Ligue pour la protection des oiseaux WWF France The SeaCleaners                                                     | 10 182 126 € | L'événement devait initialement se tenir au seul profit de la fondation GoodPlanet. Un nouveau concert est organisé la veille du lancement du marathon caritatif. L'événement est prolongé afin de corriger un incident technique : il se termine le 12 septembre à 2 h du matin. |
| ZEvent 2024     | 6 au 8 septembre   | Secours populaire français Cop1 - Solidarités Étudiantes Les Bureaux du Cœur Solidarité Paysans Chapitre 2                              | 10 145 881 € | L'événement est annoncé officiellement le 4 août dans une nouvelle formule hybride, proposant un panel de 36 streamers présents en présentiel et 100 streamers en distanciel. Un concert est à nouveau organisé la veille du lancement de l'événement. |
| ZEvent 2025     | 5 au 7 septembre   | Association Française des Aidants Helebor Ligue nationale contre le cancer Nightline Le Rire médecin Sourire à la Vie L'Envol Sparadrap | À venir      | L'événement est annoncé le 27 juillet, en conservant la formule hybride avec 47 streamers sur place et de nombreux streamers à distance. Nouveauté par rapport à l'édition précédente, tout streamer avec une présence notable sur la plateforme Twitch peuvent s'inscrire pour être en distanciel. Un concert aura à nouveau lieu la veille du lancement de l'événement.                                         |

### Projet Avengers (2016)

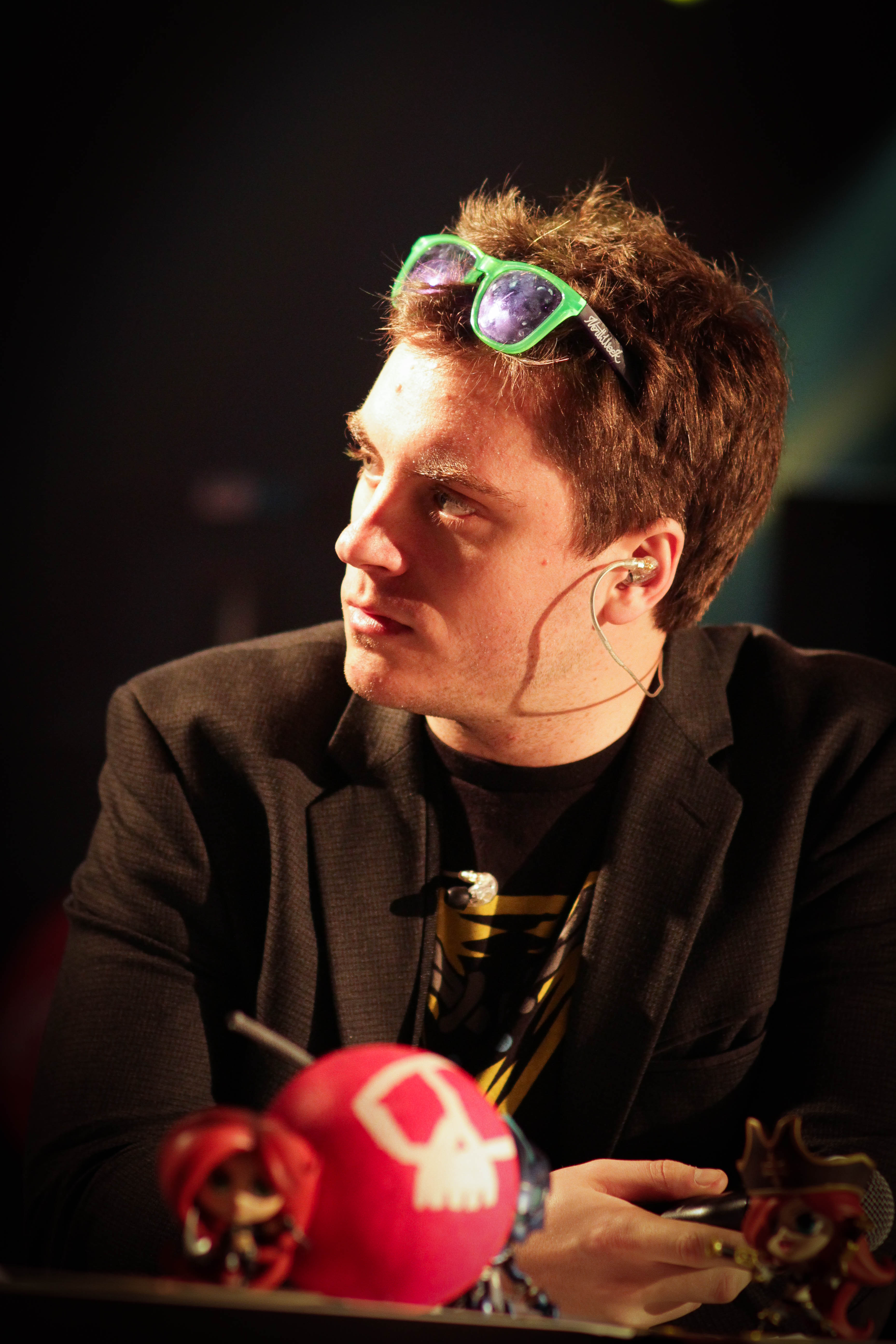
Adrien Nougaret (dit Zerator), créateur et co-organisateur du ZEvent.

La branche française du « projet Avengers » a lieu du 4 au 6 mars 2016, sur l’appel de Bachir Boumaaza. Son programme caritatif « Gaming for Good » a pour objectif de récolter des dons pour l'ONG Save the Children, à la suite des épisodes de sécheresse et de famine en Éthiopie.
Avec 16 streameurs réunis chez ZeratoR pour 34 heures de live, l'événement permet de récolter 170 770 €.
| Participants au Projet Avengers |
| --- |
| - Aypierre - BlueLondon - Dach - DFG - Doigby - Domingo - GoB - Jeel - Jiraya - Lapi - Lege - Le Roi Bisou - Narkuss - Tweekz - Xari - ZeratoR |

### ZEvent 2017
Le ZEvent a lieu du 8 au 10 septembre 2017 afin de récolter des dons pour la Croix-Rouge française, alors que l'ouragan Irma vient de frapper les Antilles.
Cette fois-ci, 30 streameurs se réunissent dans un garage aménagé pour l'occasion. L'événement permet de récolter 451 851 €, en 52 heures de live et est salué par le président de la République française, alors Emmanuel Macron, sur Twitter.
| Participants au ZEvent 2017 |
| --- |
| - Aayley - Alderiate - AlphaCast - Benzaie - Bestmarmotte - Dach - DFG - Diabalzane - Doigby - Domingo - Gius - GoB - Hexakil - ImSoFresh - Jeel - Jiraya - Kenny - Laink - Lapi - Lege - LRB - Lutti - Mamytwink - Mistermv - MoMaN - Nono - Sardoche - Tweekz - Velahan - Xari - Zankioh - Zecharia - ZeratoR |

### ZEvent 2018
Le ZEvent a lieu du 9 au 11 novembre 2018 afin de récolter des dons pour l'association Médecins sans Frontières. 37 streameurs participent à cette édition organisée dans une salle mise à disposition par la région Occitanie. En 53 heures, l'événement permet de récolter au total 1 094 731 €,,. La somme réunie a essentiellement servi à reconstruire intégralement un hôpital détruit au Yémen.
| Participants au ZEvent 2018 |
| --- |
| - Aayley - Alderiate - AlphaCast - Aypierre - Bestmarmotte - Chap - DFG - Diabalzane - Doigby - Domingo - Gius - GoB - Gotaga - Hexakil - Jeel - Jiraya - Kameto - Kenny - Laink - Lapi - Lege - Locklear - LRB - Lutti - Maghla - Mickalow - Mistermv - Mizu - MoMaN - Narkuss - Nono - Nyo - Sardoche - Terracid - Trinity - Tweekz - Wakz - Xari - Zankioh - ZeratoR |

### ZEvent 2019
À la suite de l’édition 2018, les organisateurs ont reçu plus de 400 sollicitations de la part d'organisations non gouvernementales. Après l’examen de ces dernières, c’est l’Institut Pasteur qui a été choisi,,. L’édition 2019 du ZEvent a eu lieu du 20 au 22 septembre 2019 à Montpellier. En tout, 54 streameurs se sont réunis dans une salle mise à disposition par la Métropole de Montpellier pour participer à cette édition, parmi lesquels Gotaga, Squeezie, Antoine Daniel et le Joueur du Grenier, pour un événement d'une durée totale de 54 heures,,.
Certains internautes regrettent entre autres le faible nombre de femmes au sein du ZEvent, ; le site web Madmoizelle, qui se félicite de l'événement, relève quant à lui une « évolution positive » puisque « l’édition 2019 compte un peu plus de femmes que les précédentes ».
Au total, 3 509 878 € sont récoltés,. Depuis, le ZEvent détient le record mondial de l'événement caritatif ayant levé le plus d'argent sur Twitch,,. Selon Jean-François Chambon, directeur de la communication et du mécénat à l'Institut Pasteur, un tiers du budget de l'institut provient des donations et la somme réunie par ZEvent représente environ 10 % de la collecte annuelle opérée auprès du public ; un million d'euros permet de mettre en place un centre de recherches avec une douzaine de chercheurs pendant une année. Sur le compte Twitter de la présidence de la république, Emmanuel Macron félicite l'initiative, comme pour l'édition de 2017,.
| Participants au ZEvent 2019 |
| --- |
| - Aayley - Aiekillu - Alderiate - AlphaCast - Antoine Daniel - Aypierre - Baghera Jones - Bestmarmotte - CarlJr. - Chap - DFG - Diabalzane - Doigby - Domingo - Etoiles - Gius - GoB - Gom4rt - Gotaga - Hexakil - Joueur du Grenier - Jeel - Jiraya - Kameto - Kenny - Kotei - Lapi - Lege - LittleBigWhale - Locklear - LRB - Lutti - Maghla - Master Snakou - Mickalow - Mistermv - Mizu - MoMaN - Narkuss - Nono - Nyo - Odemian - Oono - Sardoche - Squeezie - Tio - Trinity - Tweekz - Wakz - Wingobear - Xari - Zack Nani - Zankioh - ZeratoR |

### ZEvent 2020
En raison de la pandémie de Covid-19, l'organisation d'une édition 2020 est d'abord incertaine. Le 4 octobre 2020, l'événement est annoncé pour une tenue du 16 au 18 octobre 2020 à Montpellier, et son bénéficiaire sera l'association Amnesty International France,.
Afin de limiter les risques de propagation, les 85 participants (comprenant les 54 streameurs et les membres de l'équipe) doivent obtenir un résultat négatif au test PCR. L'événement se déroule pour la première fois dans un hôtel, dont les participants ne peuvent pas sortir jusqu'à son terme. Les streameurs cas contacts ou ayant des symptômes sont autorisés à participer à l'événement à distance, depuis chez eux.
L'événement, marqué notamment par la présence de Samuel Étienne le 17 octobre, réunit 5 724 377 € en 55 heures,, ; plus de 120 000 tee-shirts à l'effigie de l'événement sont vendus pour une valeur de 2,1 millions d'euros.
| Participants en présentiel au ZEvent 2020 |
| --- |
| - Alderiate - AlphaCast - Bestmarmotte - DamDamLive - DFG - Domingo - Etoiles (accompagné de Samuel Étienne) - Gius - GoB - Gom4rt - jbzz - Jeel - JLAmaru - JLTomy - Joueur du Grenier - Kameto - Kenny - Kotei - Lapi - LeBouseuh - Lege - LeStream (JunPei, Kao, Rivenzi, Rizotochaud, Ultia) - LittleBigWhale - Maghla - MoMaN - O'Gaming TV (Funka, Koka, Lutti, TKL, TPK) - Ponce - Sardoche - Solary (Chap, LRB, Odemian, Tio, Wakz) - Trinity - Xari - ZeratoR |
| Participants en distanciel au ZEvent 2020 |
| - Antoine Daniel - Deujna - Doigby - Gotaga - Jean Massiet - Jiraya - Locklear - Mickalow - Mistermv - Squeezie |

### ZEvent 2021

#### Déroulement de l'édition
Annoncée le 14 octobre, l'édition 2021 de l'événement se déroule du 29 au 31 octobre suivant à La Grande-Motte,, avec Action contre la faim pour association bénéficiaire,,,.
Un concert en faveur de l'organisation humanitaire, réunissant des prestations du musicien PV Nova et de la streameuse LittleBigWhale, du groupe LEJ, et, enfin, des rappeurs Kikesa et Fianso, est joué le 28 octobre, également à La Grande-Motte, devant un public de près de 400 personnes,,. Sa diffusion sur Internet est suivie par plus de 100 000 spectateurs.
Une heure après le début de l'événement, près de 500 000 € avaient été collectés, et la somme de 2 millions d'euros est réunie en un peu plus de 24 heures. L'essentiel des donations est réalisé dans les dernières heures du marathon : au 31 octobre à midi, 3 millions d'euros avaient été récoltés ; somme qui s'élevait à 4,5 millions d'euros à 20h, puis à 9,5 millions d'euros peu avant minuit en comptant la vente de produits dérivés,.
À la fin de l'édition, ZeratoR réunit plus de 700 000 spectateurs et bat à son tour le record d'audience nouvellement établi,, ; la diffusion se hisse par ailleurs à la 3e place du live ayant réuni le plus de spectateurs simultanés sur Twitch à l'échelle mondiale. Toutes diffusions confondues, l'événement cumulait, à son pic d'audience, plus de 1 million de spectateurs simultanés,.
Au total, plus de 500 000 dons sont réalisés au cours de l'événement, et 172 000 tee-shirts à l'effigie de celui-ci sont vendus, rapportant près de 2,7 millions d'euros,,. Le ZEvent 2021 réunit, au cumulé, plus de 10 millions d'euros pour l'association,,.
| Participants au ZEvent 2021 |
| --- |
| - Alexclick - AlphaCast - AmineMaTue - Angle Droit - Antoine Daniel - Befreesh - Bob Lennon - Camak - Chap - Chowh1 - Dach - DamDamLive - Deujna - DFG - Doigby - Domingo - Etoiles (accompagné de Samuel Étienne) - Gius - GoB - Gom4rt - Gotaga - Inoxtag - Jean Massiet - Jeel - Jiraya - JLAmaru - JLFake - JLTomy - Joueur du Grenier - Kameto - Kenny - Kotei - Lapi - LeBouseuh - Lege - LittleBigWhale - Locklear - LRB - Maghla - Michou - Mistermv - MoMaN - Mynthos - Ponce - Rebeudeter - Rivenzi - Sardoche - TPK - Trinity - Ultia - Wakz - Xari - ZeratoR |

#### Sexisme
Lors de l'événement, 450 000 spectateurs suivent en direct une diffusion du vidéaste Inoxtag, battant le record d'audience pour un stream francophone sur Twitch. Ce dernier suscite cependant une polémique en raison de propos sexistes et misogynes qu'il tient durant son live alors qu'il discute avec une actrice ne parlant pas français,,. Dans le même temps publiquement critiqué pour cette raison par la streameuse Ultia participant à l'événement, celle-ci subit une vague de harcèlement et de menaces de viol dans les heures qui suivent sa prise de position,,,. Des médias spécialisés comme Madmoizelle et Gamekult mettent alors en cause la réaction des organisateurs de l'événement vis-à-vis de la polémique, qu'ils jugent trop lente et trop peu ferme, tout en dénonçant certaines activités récurrentes au sein du ZEvent qu'ils considèrent comme étant sexistes,,,.

### ZEvent 2022

#### Annonce de l'édition
L'édition 2022 est annoncée le 4 juillet 2022, et se tient du 9 au 11 septembre 2022 au bénéfice de Sea Shepherd France, de la Ligue pour la protection des oiseaux, de WWF France et de The SeaCleaners.
Les dons sont initialement prévus pour être reversés à la fondation GoodPlanet,. Le choix de l'association bénéficiaire fait alors l'objet de différentes critiques sur les réseaux sociaux à l'annonce de l'événement ; GoodPlanet faisant en effet face à de nombreuses accusations de greenwashing, notamment autour de son financement. L'appui de la fondation à la pratique de la biodynamie, pratique agricole ésotérique et dont l'efficacité n'a pas été démontrée scientifiquement, a également été critiqué.
Cinq jours après l'annonce, les réactions négatives en ligne poussent le ZEvent à annuler son partenariat avec la fondation GoodPlanet. ZeratoR annonce alors que l'argent récolté lors de cette édition sera réparti équitablement entre cinq associations, choisies par le vote du public parmi une liste de 22 organisations présélectionnées. Les cinq associations alors choisies comme bénéficiaires sont Sea Shepherd France, la Ligue pour la protection des oiseaux, WWF France, Time for the Planet (qui ne sera finalement pas bénéficiaire de la cagnotte globale, mais organisera sa propre collecte de dons en stream sur place) et The SeaCleaners.
Parallèlement, d'autres internautes expriment leur déception constatant des grands absents qui participaient pourtant aux éditions précédentes, dont les nouveaux venus comme AmineMaTue, RebeuDeter, ou Inoxtag. Si certains internautes gonflent alors une polémique en dénonçant un « sectarisme » et un « racisme », ZeratoR justifie ces absences par des « problèmes de planning » qui seront successivement confirmés par RebeuDeter.
En amont de l'événement, plusieurs défis annoncés par les participants comprennent une dimension environnementale, telle qu'une collecte de déchets de Ponce, Ultia, et Shaunz avec The SeaCleaners, ou encore une lecture du sixième rapport d'évaluation du Groupe d'experts intergouvernemental sur l'évolution du climat (GIEC) par Jean Massiet. D'autres participants sont critiqués pour l'impact négatif sur l'environnement de leurs défis, en particulier les trajets en avion de Jeel pour aller réaliser son trajet Tokyo-Osaka à vélo,.

#### Déroulement de l'édition
Tout comme lors de l'édition précédente, un concert se tient la veille du lancement de l'événement. Il réunit des prestations de PV Nova, de la streameuse LittleBigWhale, de French Fuse, de Berywam, de Bigflo et Oli et de Soprano au Zenith de Montpellier,.
Au cours de l'événement, certains participants comme Antoine Daniel et Angle Droit font part avec virulence de leur colère envers le Président de la République Emmanuel Macron. Ce dernier ayant posté sur Twitter un message vidéo de soutien au ZEvent au cours duquel il annonce plusieurs évènements futurs d'esport en France, il est accusé de récupération politique, tandis qu'est dénoncée une inaction du gouvernement en place vis-à-vis du réchauffement climatique qui entraîne la nécessité d'organiser des événements caritatifs tels que celui-ci,.
Cette édition est marquée par la mise en place d'un site comparable à Place, permettant aux internautes effectuant des dons de remplir une toile virtuelle, ainsi que, le 10 septembre, par la présence de l'artiste Worakls et d'Alain Chabat,. Ce dernier coanime un quiz en direct ayant réuni 200 000 spectateurs simultanés,. 2 millions d'euros avaient été collectés depuis le début du ZEvent le même jour aux alentours de 19 heures, et l'événement cumulait 5 millions d'euros de dons le lendemain soir.
Alors qu'un « flop » est annoncé par une partie des internautes critiques, l'événement réussit à réunir près de 350 000 spectateurs simultanés les dernières heures de l'édition 2022, qui lève au total 10 182 126 euros pour les associations bénéficiaires ; dépassant le montant total précédent,. 
Dans un entretien avec Franceinfo tenu durant l'édition, ZeratoR admet que cette année est la « dernière grande clownerie », les deux fondateurs ayant l'intention depuis un moment d'organiser cette dernière grande édition sous cette formule sur le thème de la protection de l'environnement. Les organisateurs disent vouloir recentrer l'événement à « l'échelle humaine, peut-être de manière plus locale avec moins de gens ».
| Participants au ZEvent 2022 |
| --- |
| - Alexclick - AlphaCast - Altair - Angle Droit (avec le soutien de Joueur du Grenier au jour 3) - Antoine Daniel - Avamind - Baghera Jones - Berlu - Bigflo et Oli - Blitzstream - Bob Lennon - Bren - Camak - CarlJr. - Ceb - Chap - Chowh1 - Dach - DamDamLive - Doigby - Domingo - DFG - Etoiles - Gius - GoBGG - Gom4rt - Horty - ImSoFresh - Jbzz - Jean Massiet - Jeel - Jiraya - Kenny - Lapi - LeBouseuh - Lege - LittleBigWhale - LRB - Master Snakou - Mistermv - MoMaN - Mynthos - Narkuss - NBK - Pape San - Ponce - Rivenzi - Shaunz - Shisheyu - Skyrroz - Skyyart - Time for the Planet - Tonton - TPK - Trinity - Ultia - Un33d - Wakz - Xari - ZeratoR |

#### Contradictions avec le thème de l'édition
Au lancement de l'édition dont l’écologie et la sobriété sont bien sur le devant de la scène, Mediapart se demande si les organisateurs ont pris en compte l'impact environnemental numérique de l'événement. Le journal rappelle que le rapport de 2019 de The Shift Project pointe les 4 % des émissions mondiales croissantes de gaz à effet de serre liées au secteur numérique ; le visionnage en ligne représente quant à lui 60 % du trafic de données en 2018,. Jean-Noël Geist, responsable des affaires publiques de The Shift Project, juge qu'il est difficile de mesurer concrètement le bilan carbone et énergétique d'un événement comme le ZEvent du fait de la mutualisation des centres de données. Concernant la logistique, l'événement se dote de 50 ordinateurs externes, impliquant la question de l'énergie nécessaire pour les produire.
Face à ces remarques, ZeratoR reconnaît que « la plateforme écoresponsable n’existe pas » et précise que « le but n’est pas de rentrer dans une écologie punitive, mais permettre aux jeunes de se rassembler et écouter des experts proposer des actions politiques sur l’écologie ». Conscients de ces contradictions et de « ne pas être de bons élèves », les organisateurs se concertent avec Stéphane Crouzat, ambassadeur du Pacte vert pour l'Europe, ainsi que l'Agence de l’environnement et de la maîtrise de l’énergie (Ademe) pour la mise en place de gestes écologiques. Les 59 participants, à l'exception de deux qui doivent rejoindre la métropole, viennent à Montpellier en train et en covoiturage. Pour le matériel, l’entreprise qui fournit les ordinateurs est locale.
Le média spécialisé Reporterre se réjouit de ce financement substantiel en faveur de la mobilisation pour l'environnement, mais reconnaît que ce soutien ne doit pas déformer le fait que pour lutter contre le changement climatique « l’argent ne [suffit] pas ». Pour Valérie Amant, de l'association The Sea Cleaners, l’instant « pédagogie » reste limité, car « c’est avant tout un événement de divertissement », puisque les internautes sont là « pour voir leurs streamers préférés faire des trucs un peu dingues, ce ne sera pas forcément une fenêtre de sensibilisation hyper poussée ». Lamya Essemlali, alors présidente de l'association Sea Shepherd France, reconnaît que « [qu'on] ne s’en sortira pas s’il n’y a pas une réelle prise de conscience de l’opinion publique, qui fasse pression sur les politiques ».

### ZEvent 2024

#### Annonce de l'édition
Après une pause l'année précédente, ZeratoR annonce en mars 2024 qu'une nouvelle édition du ZEvent est prévue avec la mise en place d'une nouvelle formule souhaitée après l'édition de 2022 sans pour autant changer le concept. Le 4 août, il annonce officiellement la nouvelle édition du 6 au 8 septembre 2024 inclus, au profit des associations Secours populaire français, Cop1 - Solidarités Étudiantes, les Bureaux du Cœur, Solidarité Paysans et Chapitre 2,,. La Fondation de France collecte et verse les dons aux associations comme lors des éditions précédentes.
Le nouveau format est composé de 36 streamers en salle et 100 autres sélectionnés pour y participer en distanciel ; une organisation similaire à celle durant l'édition 2020 en raison de la pandémie de Covid-19. Si ce nouveau format permet de réduire les coûts logistiques et la taille de l'événement physique et bien que moins de personnes sont présentes sur place, l'édition doit mobiliser plus de personnes qu'auparavant. Les organisateurs misent sur un format plus compact, mais visant à toucher un public toujours plus large.
Avec cette officialisation, le journal L'Humanité observe que les marathons de bienfaisance sur la plateforme Twitch se sont multipliés ces dernières années face au nombre croissant de créateurs de contenu qui se mobilisent de plus en plus pour soutenir des causes politiques. Ce format à succès rythme les années sur la plateforme avec d'autres événements francophones comme SpeeDons, Furax, Streamers for Palestinians ou encore Et Ta Cause.
Les 100 participants à distance sont dévoilés le 24 août 2024, mais cette liste suscite les critiques de certains internautes en raison d'un manque reproché de vérification des antécédents comportementaux de quelques streamers,,. Interpellé à ce sujet, ZeratoR admet que ces polémiques lui « glisse[nt] un peu dessus », car s'il « ne faut pas ignorer toutes les critiques, [...] il faut aussi savoir ne pas toutes les prendre en compte non plus ».

#### Déroulement de l'édition
| Participants en présentiel au ZEvent 2024 |
| --- |
| - AlphaCast - Angle Droit - Antoine Daniel - Avamind - Baghera Jones - Clément Viktorovitch - Dach - DamDamLive - Doigby - Domingo - DFG - Etoiles - Gius - Gom4rt - Helydia - Horty - JLTomy - Joueur du Grenier - Kameto - Kenny - Laink - Lapi - LittleBigWhale - LRB - Mistermv - MoMaN - Mynthos - OPCrotte - Ponce - Pressea - Rivenzi - Samuel Étienne - Shisheyu - Sundae - Tonton - Ultia - ZeratoR |
| Participants en distanciel au ZEvent 2024 |
| - 0uahleouff - Anaee - Areliann - AsPig - Aypierre - Bardinette - BartGeo - Benzaie - Berlu - Bob Lennon - Catboat - Charles - Chipsette - Chreak - CitronViolet - Coffee - Dhalen - Dofla - Dokhy - Elbe Poly - Farod - Flonflon - Forsa - Furax22 - FuuRy - Haynetv - Hctuan - HeavenFox - Hermanel - Hugo Lisoir - Humility - IciJaponCorp - iunanova - JimmyBoyyy - JOSPLAY - Julgane - JulietteArz - Junpei - Kao - Karssi - KEMIST_C10H15N - Ken Bogard - Kyria - Laniyelle - Laorie - LaSainte - LastBaroudeur - LePotoMat - LeVraiDoffy - Linca - Lu_K - LuuxiA - LyeGaia - M4fgaming - Malganyr - Marco - Mehdi_scc - MissCliick - Monodie - Morrigh4n - MrDeriv - MrQuaRate - MrTiboute - Naroy - Neagari - Niniste - OGN_EMPIRES - Ouatdefok - Peaxy - PodaSai - Poko - Pyroo - Recalbox - Redemption - Rhobalas - RoroowTV - Sapeuh - Saruei - Scok - Shynouh - SieurPC - Slipix - Slyders - Sniper_Biscuit - Solary - Sully_Game - Sura - Tatiana_TV - TheGreatReview - TheGuill84 - TheHolomovement - TiTavion - TPK - Trinity - Trixy - TwincyTV - Un33D - Wingo - Zoltan |

### ZEvent 2025

#### Annonce de l'édition
ZeratoR annonce le 27 juillet que l'édition 2025 du ZEvent aura lieu du 5 au 7 septembre 2025, avec un concert la veille. Cette édition garde la formule hybride de l'édition de 2024, avec comme nouveauté la possibilité aux streamers Twitch ayant une présence sur la plateforme de s'inscrire librement pour y participer en distanciel. Cette édition sera au profit de l'Association Française des Aidants, Helebor, la Ligue nationale contre le cancer, Nightline, Le Rire médecin, Sourire à la Vie, L'Envol et Sparadrap et la collecte des fonds sera prise en charge par la Fondation de France,.

#### Déroulement de l'édition
| Participants en présentiel au ZEvent 2025 |
| --- |
| - AlphaCast - Angle Droit - Antoine Daniel - Avamind - Baghera Jones - Byilhann - Chowh1 - Clément Viktorovitch - Crocodyle - Dach - DamDamLive - Doigby - Domingo - DFG - EnjoyPhoenix - Etoiles - Flamby - Gius - Gom4rt - Helydia - Horty - Jiraya - JLTomy - Joueur du Grenier - Joyca - Kenny - Lapi - LittleBigWhale - LRB - M4fgaming - Mastu - Mistermv - MoMaN - Mynthos - Nico_la - Ponce - Pressea - Rivenzi - Samuel Étienne - Shisheyu - Sundae - Sylvain Levy - TheGreatReview - TheGuill84 - Théodort - Trinity - Ultia - Zack Nani - ZeratoR |
| Participants en distanciel au ZEvent 2025 |
| |